# سیارک ۵۹۳۰
سیارک ۵۹۳۰ (به انگلیسی: 5930 Zhiganov، نامگذاری:1975VW2) پنج هزار و نهصد و سیمین سیارک کشف شده‌است که در ۲ نوامبر ۱۹۷۵ کشف شد.
قدر مطلق سیارک برابر ۱۳٫۵۰ است.